# Of Chaos and Eternal Night
Of Chaos and Eternal Night е EP на шведската мелодик дет метъл група Dark Tranquillity. Албумът съдържа 4 песни, една от които – запис на песента Alone от Skydancer, но с вокали, изпълнени от Микаел Стане, вместо от Андерш Фриден, и бива преиздаден, заедно със Skydancer, през 2000.

## Участвали

### Състав на групата
- Микаел Стане − вокали
- Никлас Сундин − китара
- Фредрик Йохансон − китара
- Мартин Хенриксон − бас китара
- Андерш Иварп − барабани

### Гост-музиканти
- Fredrik Nordström − клавири

1. ↑  Dark Tranquillity - Of Chaos and Eternal Night - Encyclopaedia Metallum: The Metal Archives //   www.metal-archives.com. Посетен на 23 ноември 2021.